# Rivière Victoria
Rivière Victoria är ett vattendrag i Kanada.   Det ligger i provinsen Québec, i den sydöstra delen av landet, 400 km öster om huvudstaden Ottawa.
I omgivningarna runt Rivière Victoria växer i huvudsak blandskog. Runt Rivière Victoria är det mycket glesbefolkat, med 3 invånare per kvadratkilometer.